# Териберский район
Тери́берский райо́н — административно-территориальная единица в составе Ленинградской и Мурманской областей РСФСР с центром в селе Териберка, существовавшая в 1927—1963 годах.
Териберский район в составе Мурманского округа Ленинградской области был образован в августе 1927 года из Териберской волости Мурманской губернии.
Всего было образовано 7 с/с: Восточно-Лицкий, Гавриловский, Захребетненский, Кильдинский, Рындский, Териберский и Харловский.
28 мая 1938 года Териберский район вошёл в состав вновь образованной Мурманской области.
В 1960 году Териберский район был переименован в Североморский район (одновременно к нему была присоединена часть территории упразднённого Полярного района). При этом он сохранялся только как территориальная единица, а все его населённые пункты были подчинены Североморскому горсовету. 1 февраля 1963 года Североморский район был упразднён.